# Мобилизм
Мобилизм (Теория дрейфа материков) — научное направление в геологии, концепция, допускающая значительные (до тысяч километров) горизонтальные перемещения участков земной коры или литосферы, в том числе континентов. Существует несколько мобилистских гипотез и теорий. В их число входит широко известная и в настоящее время практически общепринятая теория тектоники плит.
Противоположная мобилизму концепция, отрицающая крупные горизонтальные перемещения участков земной коры и литосферы, называется фиксизмом.

## Предпосылки возникновения мобилизма
Ещё в эпоху Великих географических открытий было замечено поразительное сходство очертаний береговых линий по обе стороны Атлантического океана. Этот факт отмечал английский философ Фрэнсис Бэкон в своём сочинении «Новый Органон» в 1620 году. Позже высказывались предположения, что материки могли быть разделены в результате Всемирного потопа.
Были известны и другие факты, которые могли привести исследователя к мысли о значительных горизонтальных передвижениях участков земной поверхности. Так, М. В. Ломоносов в сочинении «О слоях земных», сообщая о находках остатков теплолюбивых растений и животных в полярных странах, указывал, что предлагалось два различных объяснения этому явлению. Согласно первому, всё дело в изменении климата в результате изменения наклона земной оси. Второе же объяснение состоит в перемещении участков суши из одного региона в другой «силой подземного действия».

## Ротационная гипотеза
В отдельных сочинениях XIX века высказывались мысли, что изменение скорости вращения Земли могло привести к перемещению континентов. Среди авторов таких идей можно назвать К. Клодена, Штрефлера, а также российского астронома-любителя Е. В. Быханова, автора книги «Астрономические предрассудки и материалы для составления новой теории образования планетной системы», изданной в 1877 году.
Однако подобные взгляды были плохо аргументированы, их авторы нередко прибегали в ходе объяснения к неким неведомым силам. Неудивительно, что известности и признания эти идеи не получили.

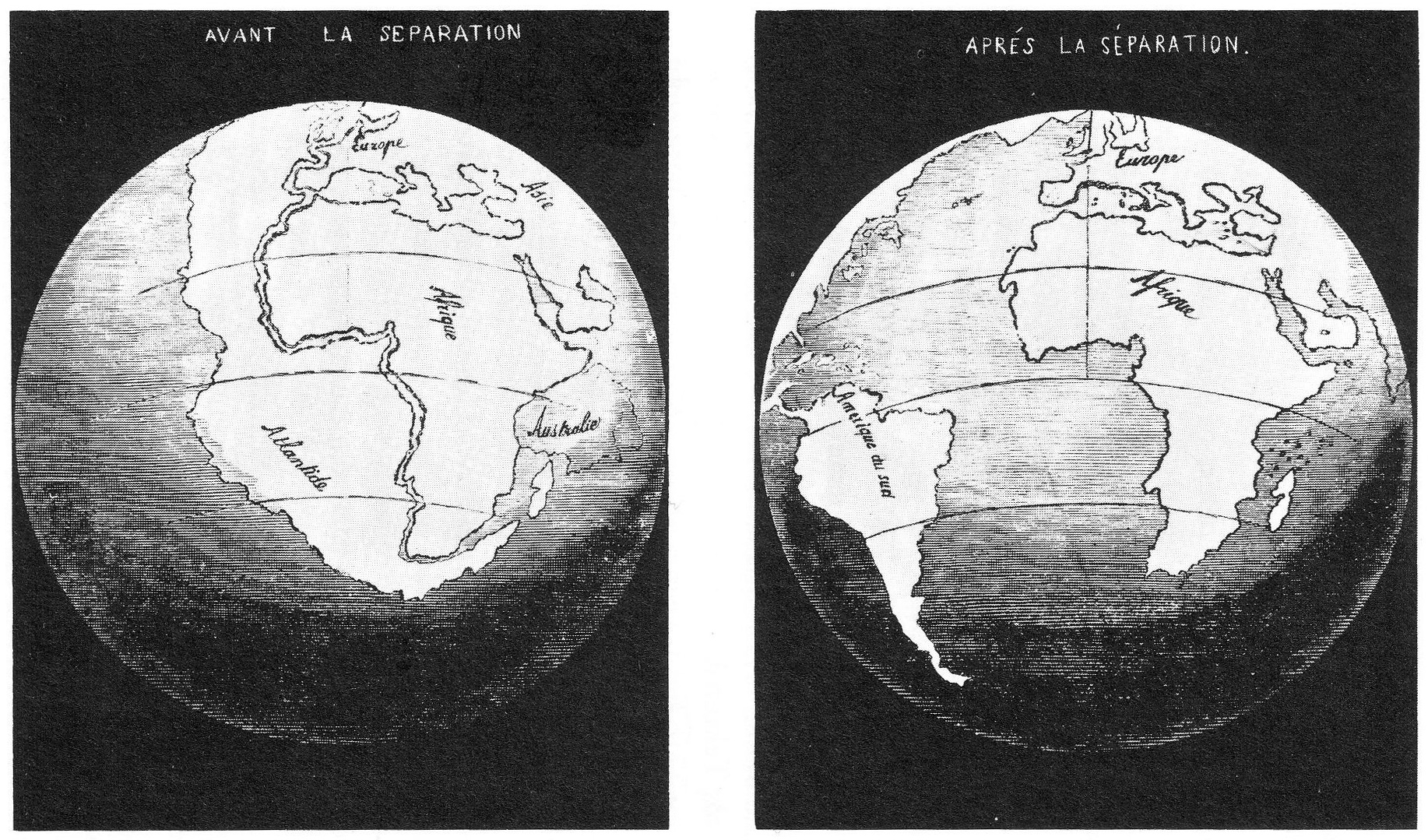
Иллюстрация из книги Антонио Снидера-Пеллегрини, показывающая положение континентов до и после возникновения Атлантического океана

## Гипотеза А. Снидера-Пеллегрини
Ещё одним автором, высказавшим идеи, в чём-то сходные с мобилистскими, был французский географ Антонио Снидер-Пеллегрини (в другой транскрипции Снайдер-Пеллегрини). Свои космогонические взгляды он изложил в книге «Мироздание и его разоблачённые тайны» (фр. «La Création et ses mystères dévoilés»), изданной в Париже в 1858 году. История Земли рассматривалась в ней в рамках ветхозаветной истории о сотворении мира и Всемирном потопе. По представлениям Снидера-Пеллегрини, вулканические газы вырвались из недр земных по гигантской меридиональной трещине, раздвинув континенты в стороны, а на месте трещины образовался Атлантический океан. Прорыв газов привёл к внезапному сжатию Земли, в результате которого вода хлынула на континенты, вызвав потоп.
В качестве обоснования своих взглядов автор указывал на поразительное сходство очертаний западного и восточного берегов Атлантики. Кроме того, он отмечал сходство ископаемых растений и месторождений угля в Европе и Америке. Эти описания сопровождались иллюстрацией, на которой был изображён земной шар с совмещёнными вдоль береговых линий континентами Старого и Нового Света.
В целом фантастическая гипотеза Снидера-Пеллегрини была довольно слабо подкреплена доказательствами. К тому же, она основывалась на уже утратившей популярность концепции катастрофизма. Данная идея не была воспринята всерьёз научным сообществом того времени, и вскоре о ней забыли.

## Гипотеза центробежного отделения Луны
В 1879 британский астроном и математик Джордж Говард Дарвин опубликовал свою работу, в которой рассматривалось происхождение Луны. Согласно его гипотезе, Земля и Луна некогда образовывали единое вращающееся тело, однако, впоследствии Луна оторвалась от Земли.
Гипотеза Дж. Г. Дарвина была поддержана британским геологом преподобным Осмондом Фишером. В своей книге «Физика земной коры» (англ. Physics of the Earth Crust), вышедшей в 1881 году, он высказал предположение, что отрыв Луны от Земли не только привёл к образованию впадины Тихого океана, но и вызвал горизонтальные перемещения и разламывание гранитной континентальной коры. В дальнейшем идею о расколе и движении континентов в результате отрыва Луны развивал американский астроном и математик Уильям Генри Пикеринг в 1907 году, а также Говард Б. Бейкер в 1911 году. Однако в конце концов гипотеза центробежного отделения Луны была отвергнута.

## Гипотеза солнечного притяжения Г. Веттштейна
В 1880 году швейцарским естествоиспытателем Г. Веттштейном была опубликована работа «Потоки твердых, жидких и газообразных веществ и их значение для геологии, астрономии, климатологии и метеорологии». В ней автор высказал идею о перемещении континентов в западном направлении в результате действия приливных волн, возникающих в вязко-жидком веществе Земли под действием солнечного притяжения.

## Гипотеза Ф. Б. Тэйлора
В 1910 году американским геологом Фрэнком Барсли Тэйлором была предложена новая гипотеза, которая пыталась объяснить возникновение Средиземноморского складчатого пояса перемещениями материков. Согласно представлениям Ф. Б. Тэйлора, изначально континентальная земная кора Северного полушария была сосредоточена в приполярных областях, образуя единый материк Лавразию. Впоследствии она медленно смещалась к югу, раскалываясь на части и образуя новые континенты. При этом Гренландия рассматривалась в качестве остатка древнего массива, от которого откололись Европа и Канада, а полуостров Индостан — в качестве сдерживающего упора, перед которым образовались нагромождения Гималаев и Памира.
В последующих работах Ф. Б. Тэйлор пытался объяснить причину подобных перемещений. По его предположению, Луна была захвачена силой притяжения Земли в меловом периоде, при этом она находилась гораздо ближе к Земле, чем в настоящее время, и приливные силы были столь велики, что могли вызвать перемещение целых континентов.
Эта гипотеза не получила большого резонанса, так как многие её положения казались сомнительными. Во-первых, связав горообразование с предполагаемым захватом Луны и перемещением континентальных масс, она не могла объяснить процессы горообразования, происходившие в более ранние эпохи. Во-вторых, при столь значительных приливных силах вращение Земли затормозилось бы в результате возникшего трения.

## Теория дрейфа материков А. Вегенера
Основой теоретической геологии начала 20-го века была контракционная гипотеза, согласно которой Земля остывает подобно испечённому яблоку, и на ней появляются морщины в виде горных хребтов. Развивала эти идеи теория геосинклиналей, созданная на основании изучения складчатых сооружений. Эта теория была сформулирована Дж. Дэна, который добавил к контракционной гипотезе принцип изостазии. Согласно этой концепции, Земля состоит из гранитов (континенты) и базальтов (океаны). При сжатии Земли в океанах-впадинах возникают тангенциальные силы, которые давят на континенты. Последние вздымаются в горные хребты, а затем разрушаются. Материал, который получается в результате разрушения, откладывается во впадинах.

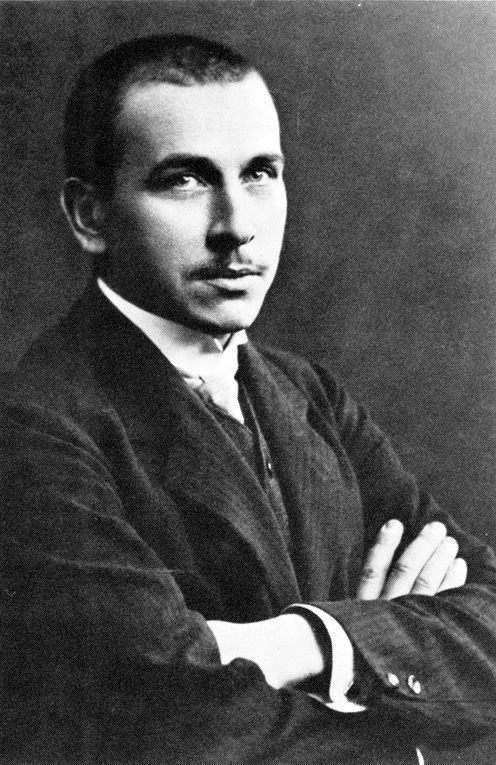
Альфред Вегенер в 1910 году

Против этой схемы выступил немецкий учёный метеоролог — Альфред Вегенер. 6 января 1912 года он выступил на собрании Немецкого геологического общества с докладом о дрейфе материков. Исходной посылкой к созданию теории стало совпадение очертаний западного побережья Африки и восточного побережья Южной Америки. Если эти континенты сдвинуть, то они совпадут, как если бы образовались в результате раскола одного материка.

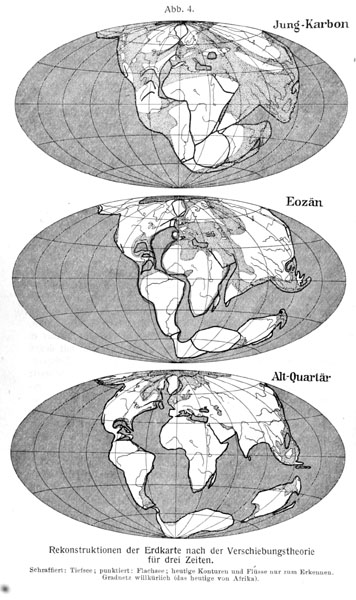
Передвижение континентов по представлениям А. Вегенера (1929)

Вегенер не удовлетворился совпадением очертаний побережий (которые неоднократно замечались до него), а стал интенсивно искать доказательства теории. Для этого он изучил геологию побережья обоих континентов и нашёл множество схожих геологических комплексов, которые совпадали при совмещении так же, как и береговая линия.
Другим направление доказательства теории стали палеоклиматические реконструкции. При этом он фактически заложил основы палеоклиматологии — науки о реконструкциях климата в древних геологических эпохах. Восстановив положение климатических зон на континентах в разные геологические эпохи, Вегенер ясно показал, что при современном расположении континентов климатическая зональность древних геологических эпох необъяснима, но всё встанет на свои места, если предположить, что Африка, обе Америки и Индия образовывали единый континентальный блок.
Также доказательством теории стали палеонтологические и биогеографические аргументы. Многие животные и растения имеют ограниченные ареалы по обе стороны Атлантического океана. Они очень схожи, но разделены водной пустыней шириной в тысячи километров, и для них трудно предположить, что они пересекли океан или прорыли трансатлантические норы.
И, наконец, Вегенер стал искать геофизические и геодезические доказательства. В 1923 году он отправляется в Гренландию, чтобы измерить с высокой точностью её положение и доказать, что расстояние между Европой и Гренландией непрерывно увеличивается. Во время этой экспедиции он погиб, но перед смертью он уже знал, что научное сообщество не приняло его теорию.

### Критика теории дрейфа и отказ от теории
Изначально теория дрейфа материков была принята научным сообществом благосклонно, но в 1922 году она подверглась жёсткой критике со стороны сразу нескольких известных специалистов. Главным аргументом против теории стал вопрос о силе, двигающей плиты. Вегенер полагал, что континенты двигаются по базальтам океанического дна, но для этого требовалось огромное усилие, и источника этой силы никто назвать не мог. В качестве источника движения плит предлагались сила Кориолиса, приливные явления и некоторые другие, однако простейшие расчёты показывали, что всех их абсолютно недостаточно для перемещения огромных континентальных блоков.
Критики теории Вегенера поставили во главу угла вопрос о силе, двигающей континенты, и проигнорировали всё множество фактов, безусловно подтверждавших теорию. По сути, они нашли единственный вопрос, в котором новая концепция была бессильна, и без конструктивной критики отвергли основные доказательства. После смерти Альфреда Вегенера теория дрейфа материков была отвергнута, и подавляющее большинство исследований продолжали проводиться в рамках теории геосинклиналей. Ей также пришлось искать объяснения истории расселения животных на континентах. Для этого были придуманы сухопутные мосты, соединявшие континенты, но погрузившиеся в морскую пучину. Это было ещё одно рождение легенды о Атлантиде. Не все учёные признали вердикт мировых авторитетов и продолжили поиск доказательств движения материков. Так, Дю Туа объяснял образование Гималайских гор столкновением Индостана и Евразийской плиты.

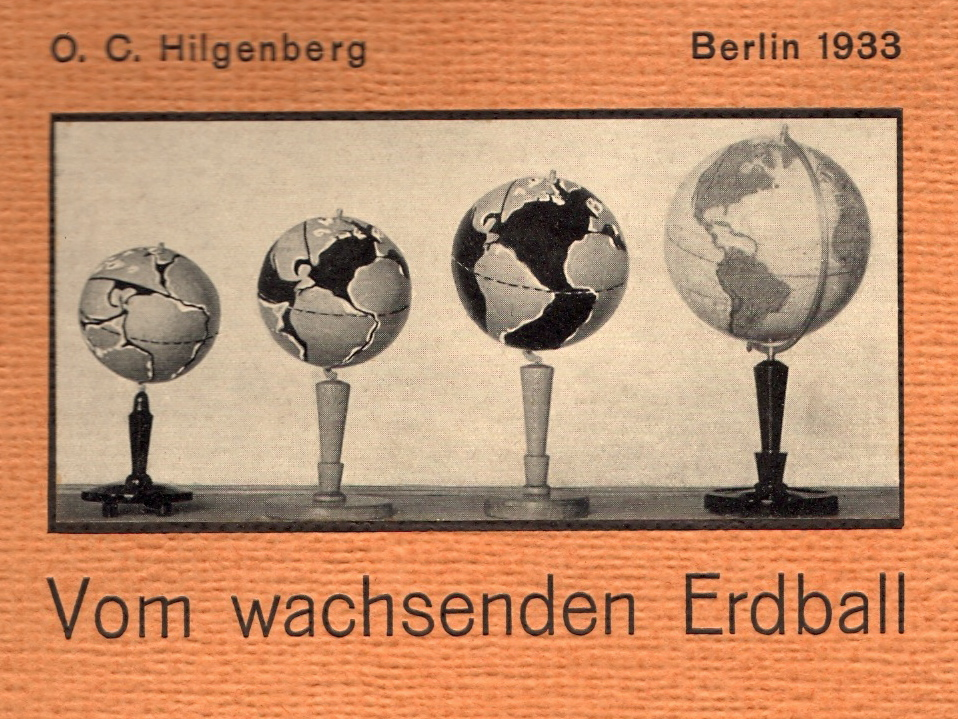
Расширение Земли по представлениям О. К. Хильгенберга

## Гипотеза расширяющейся Земли
Некоторые исследователи, такие как С. У. Кэри, объясняли тектонические движения расширением Земли. Они полагали, что в результате преобразований вещества в мантии, его перехода в менее плотное состояние происходит увеличение размеров земного шара.
Одна из наиболее радикальных гипотез расширяющейся Земли была предложена в 1933 году Оттом Кристофом Хильгенбергом. По его мнению, до середины мелового периода Земля имела диаметр вдвое меньше современного и была полностью покрыта континентальной корой, а затем начала быстро расширяться и континентальная кора оказалась разорвана на части, которые стали континентами. Аналогичных взглядов придерживался и венгерский геофизик Эдьед. Однако, эта концепция противоречила многим геологическим фактам и не была поддержана большинством исследователей.

## Гипотеза подкоровых течений

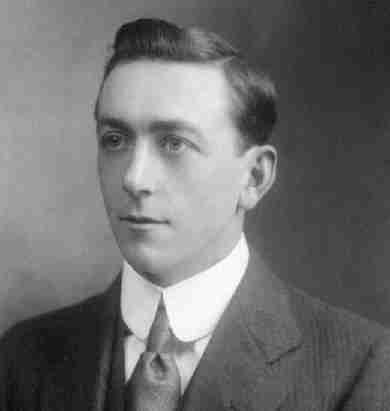
Артур Холмс в 1912 году

Идея о подкоровых течениях в мантии была выдвинута в 1906 году австрийским геологом, исследователем Альп Отто Ампферером. Он полагал, что обстановка сжатия в покровно-складчатых сооружениях связана с пододвиганием под них жёстких глыб — кратонов, которое происходит под действем нисходящих подкоровых течений. Позже эта идея была использована британским геологом Артуром Холмсом, который в конце 1920-х — начале 1930-х годов предложил новую гипотезу о механизме движения материков.
В концепции А. Холмса важная роль отводилась естественной радиоактивности горных пород. Распад радиоактивных изотопов в земной коре рассматривался как главный источник теплового потока из недр Земли и движущая сила эндогенных геологических процессов. Согласно взглядам А. Холмса, выделяемое тепло могло вызвать плавление пород мантии Земли и возникновение в мантии конвективных подкоровых течений, обусловленных неравномерностью разогрева.
При этом в тех местах, где возникают восходящие потоки разогретого вещества, континенты могут быть разорваны на части и раздвинуты в разные стороны, а в образовавшемся океаническом бассейне происходят излияния базальтовой магмы.
Там же, где образуются нисходящие потоки, участки земной коры затягиваются вглубь Земли, образуют «корни» или утолщения и подвергаются процессам метаморфизма, а на поверхности возникает обстановка скучивания и сжатия отложений, возникают складки и надвиги, происходит горообразование. Затянутые вглубь фрагменты коры под действием высокого давления преобразуются в эклогиты. Погружаясь все глубже они нагреваются и плавятся, образуя магму, которая поднимается вверх, вызывая проявления вулканизма на континентах.
Хотя данная гипотеза выглядела более правдоподобной, чем построения А. Вегенера, сам А. Холмс признавал её умозрительный характер и недостаток доказательств. По его мнению, для проверки этой гипотезы требовалась работа многих поколений исследователей. Эта концепция не смогла поколебать скептического отношения большинства геологов к мобилизму, которое выработалось к 1930-м годам.

## Теория тектоники плит (новая глобальная тектоника)

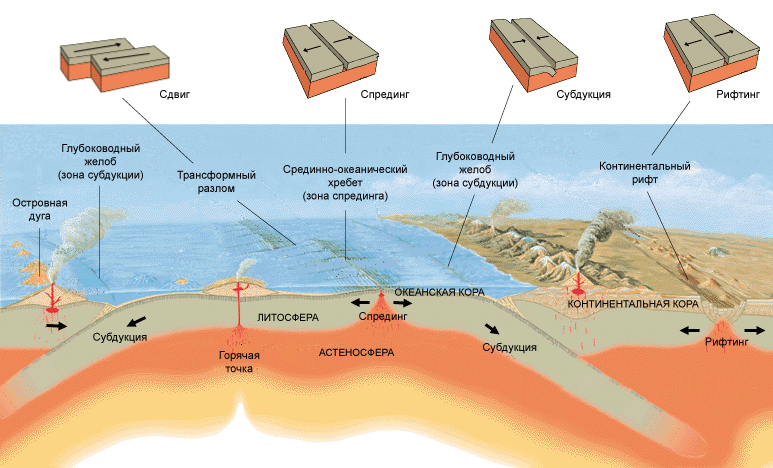
Геотектонические процессы согласно концепции тектоники плит

С новой силой борьба фиксистов, сторонников отсутствия значительных горизонтальных перемещений, и мобилистов, утверждавших, что континенты всё-таки двигаются, разгорелась в 1960-х годах, когда в результате изучения дна океанов были найдены новые подходы к понимаю тектонических процессов.
К началу 1960-х годов была составлена карта рельефа дна Мирового океана, которая показала, что в центре океанов расположены срединно-океанические хребты, которые возвышаются на 1,5—2 км над абиссальными равнинами, покрытыми осадками. Эти данные позволили Р. Дитцу и Г. Хессу в 1962—1963 годах выдвинуть гипотезу спрединга (англ. sea floor spreading — «растекание морского дна»). Согласно этой гипотезе, в мантии происходит конвекция со скоростью около 1 см/год. Восходящие ветви конвекционных ячеек выносят под срединно-океаническими хребтами мантийный материал, который обновляет океаническое дно в осевой части хребта каждые 300—400 лет. Континенты не плывут по океанической коре, а перемещаются по мантии, будучи пассивно впаяны в литосферные плиты. Согласно концепции спрединга, океанические бассейны структуры непостоянные, неустойчивые, континенты же — устойчивые.
В 1963 году гипотеза спрединга получила мощную поддержку в связи с открытием полосовых магнитных аномалий океанического дна. Они были интерпретированы Р. Мэйсоном и независимо Ф. Вайном и М. Мэтьюзом как запись инверсий магнитного поля, зафиксированная в намагниченности базальтов дна океана. После этого тектоника плит начала «победное шествие»: всё больше учёных стали понимать, что именно эта теория даёт реальные объяснения сложнейшим земным процессам.

### Теория тектоники плит в СССР
Хотя большая часть геологов признали основные положения теории тектонических плит, в СССР дело обстояло иначе.
В 1930-х годах советский геолог М. А. Усов высказал мнение, что идеи из капиталистического мира не стоит допускать в СССР, и что все научные теории в СССР должны соответствовать требованиям марксизма и диалектического материализма. Этому требованию, по мнению Усова, соответствовали теории, которые основывались на неподвижной земной коре, в которой меняется «сражение между двух противоборствующих сил … сжатием и расширением» и в которой «подавление сменяется революционной стадией».
Профессор МГУ, член-корреспондент АН СССР В. В. Белоусов, в 1960—1970 возглавлявший Межведомственный геофизический комитет СССР попытался утвердить свою «теорию мореобразования». В этой теории морские бассейны образуются, когда земная кора проваливается и провал заполняется расплавленной магмой.
В конце 1970-х в советской геологии появились слабые признаки изменений. Советские геологи в течение нескольких лет участвовали в крупном проекте глубоководного бурения «Deep Sea Drilling Project». Но советские геологи-академики в основном отвергали те находки, которые оказались революционными для геологической науки в целом. 
Сейчас тектоника плит в отдельных случаях подтверждена прямыми измерениями скорости плит движения методом интерферометрии излучения от далёких квазаров. Результаты многолетних исследований частично подтвердили основные положения теории тектоники плит.